# 福田淳子
福田 淳子（ふくだ じゅんこ、1984年2月19日 - ）は、埼玉県出身のタレント、レースクイーン、グラビアアイドルである。プラチナムプロダクションに所属していた。

## 略歴
- 2002年4月、『新・出動!ミニスカポリス』9代目ミニスカポリスに就任。
- 2004年3月、全日本GT選手権（現・SUPER GT）イメージガール「vivace」に就任。4月、『出動!ミニスカポリス・全国版』11代目ミニスカポリスに就任。
- 2006年に結成された芸能人女子フットサルチーム「Team Good」（現・ZENT sweeties）の初代キャプテンだったが、現在は退団している。
- 同年、「SHANADOO」のメンバーとしてドイツで人気を得る。
- 2007年2月、SHANADOOとしてファーストアルバム『Welcome to Tokyo』をリリース。

## 作品

### アルバム
※いずれもavex traxより発売
vivace
- SUPER EUROBEAT presents JGTC SPECIAL 2004 ~NON-STOP MEGAMIX~（2004年5月19日、AVCD-17449） - 曲名『On My Own』
- SUPER EUROBEAT presents JGTC SPECIAL 2004 ~SECOND ROUND~（2004年9月1日、AVCD-17516） - 曲名『FLAME LOVE』

SHANADOO
- Welcome to Tokyo（2007年2月28日、AVCD-23174）

### 映像作品
- spunky（2003年4月25日、ベガファクトリー）
- Cuteblue TV（2003年11月24日、レイフル）
- booty（2004年1月23日、竹書房）
- Silky Collection Se-女!2（2004年9月24日、イーネットフロンティア）
- Amphitrite〜きらめく夏のおもいで〜（2004年11月19日、日本メディアサプライ）
- pluse（2005年2月20日、ライン・コミュニケーションズ）
- with you（2005年9月25日、フォーサイド・ドット・コム）

vivace
- VIVA! vivace!（2004年9月1日、avex trax）

## 書籍

### 写真集
- Bloody Cherry（2004年1月、小塚毅之 / バウハウス）

vivace
- ギャルズパラダイス特別編集 Vivace スペシャル!（2004年9月、三栄書房）